# Marie Tourte-Cherbuliez
Marie Tourte-Cherbuliez (Genève, 12 april 1793 - aldaar, 19 augustus 1863) was een Zwitserse schrijfster, vertaalster en literair critica.

## Biografie
Marie Tourte-Cherbuliez werd geboren als de oudste van zes kinderen van Abraham Cherbuliez, een Geneefse boekhandelaar. Het gezin behoorde tot de politieke, intellectuele en artistieke elite van Genève. In 1816 huwde ze met Barthélemy-Isaac Tourte, een leraar uit Genève. Ze kregen twee dochters en een zoon, zijnde Abraham Louis Tourte.
In 1850 vertaalde ze voor het eerst het boek Der Knabe des Tell uit 1846 van Jeremias Gotthelf in het Frans. Deze vertaling had tezelfdertijd pedagogische, politieke en vaderlandslievende doeleinden, zijnde met name het doen herleven van de waarden van het confederale Zwitserland na de oprichting van de Bondsstaat in 1848. Ze vertaalde eveneens werken van Anthony Trollope en Jane Marcet uit het Engels en schreef recensies over de werken van William Makepeace Thackeray.
Haar eigen romans, zoals Annette Gervais. Scènes de famille (1835) en La fille du pasteur Raumer. Scènes familières (1848), kenden meestal een jongedame in de hoofdrol en draaiden vooral rond opvoedkundige vraagstukken en huislijke en religieuze waarden. Nadat haar werken met positieve kritieken werden ontvangen volgden al gauw vertalingen in het Duits en het Engels.
Samen met Rodolphe Töpffer en Juste Olivier was Marie Tourte-Cherbuliez een van de weinige Romandische prozaschrijvers uit haar tijd. Samen met Isabelle de Montolieu en Germaine de Staël maakt zee eveneens deel uit van de laatste generatie Zwitserse schrijfsters die zich vooral toelegde op sentimentele en pedagogische literatuur.